# Eclipse solar del 12 de agosto de 2026

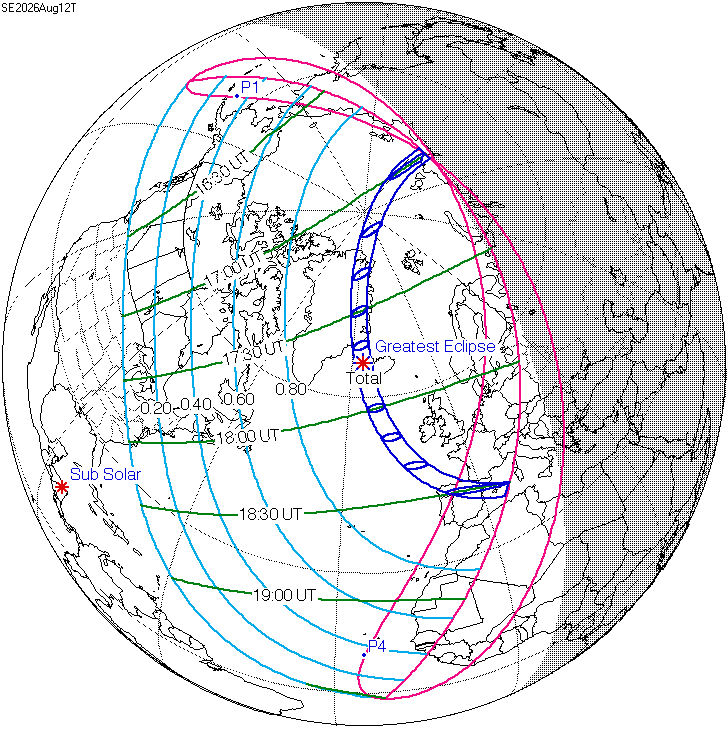

El eclipse solar del 12 de agosto de 2026 será un eclipse solar total y el siguiente europeo después de los que tuvieron lugar el 11 de agosto de 1999 en el norte de Francia, el sur de Bélgica, Luxemburgo, el sur de Alemania, Austria, Hungría, el norte de Yugoslavia y Bulgaria, y el 29 de marzo de 2006 en la isla de Kastelórizo en Grecia y el sur de Rusia europea. Será visible como total sólo en el extremo norte de la Siberia rusa, el extremo oeste de Islandia, la isla de Groenlandia y la mayor parte de la mitad norte de España. Técnicamente se prevé que también se eclipse totalmente el sol durante unas décimas de segundo en dos parroquias del extremo nordeste de Portugal, Guadramil y Rio de Onor, a las 19:30, aunque la experiencia astronómica acumulada sugiere que, debido a imperfecciones de la superficie lunar y a pequeños errores en los cálculos astronómicos, esto probablemente ni siquiera sea así. 
El eclipse comenzará a apreciarse como parcial en el estado estadounidense de Alaska en torno a las 07:30 de la mañana. Posteriormente, en la costa siberiana de Rusia, en el mar de Láptev, comenzará el eclipse total sobre las 24:00 horas. La banda de totalidad del eclipse atravesará las regiones polares del norte y pasará muy cerca del Polo Norte, donde se alcanzará un 98,6% de ocultación del disco solar. La sombra de la Luna sobre el Sol se proyectará posteriormente sobre zonas escasamente habitadas de la isla danesa de Groenlandia (aproximadamente, 13:30) y tendrá su máximo a la altura de la costa noroeste de Islandia a las 15:45 horas. Posteriormente el eclipse recorrerá el océano Atlántico hacia la península ibérica. Luego recorrerá España en dirección sudeste a última hora de la tarde (20:30 horas) y finalizará con la puesta de sol en las islas Baleares. El eclipse acabará de verse como parcial con la puesta de sol en aguas de Cabo Verde poco antes de las 19:00 horas.
En Islandia el eclipse se verá como total en su capital, Reikiavik.
En España el eclipse podrá verse como total desde las siguientes capitales de provincia: Bilbao, Burgos, Castellón, La Coruña, Cuenca, Guadalajara, ¿Huesca?, León, Lérida, Logroño, Lugo, Oviedo, Palencia, Palma de Mallorca, Santander, Segovia, Soria, Tarragona, Teruel, Valencia, Valladolid, Vitoria, ¿Zamora? y Zaragoza. Tanto Huesca como Zamora quedan en el límite de totalidad, con lo que debido a imperfecciones de la superficie lunar es muy probable que el eclipse se vea sólo como parcial o que, de ser total, sea inapreciable su totalidad por el ojo humano. Los cascos urbanos de Madrid y Barcelona quedan totalmente fuera de la banda de totalidad, pues esta pasa justo entre ambas ciudades. De entre todas las capitales provinciales españolas mencionadas será Oviedo donde la magnitud (1,015) y la duración de la fase de totalidad eclipse (1m 48s) serán mayores. La línea central del eclipse (o de máxima magnitud y duración) seguirá en territorio peninsular español, aproximadamente, una trayectoria ligeramente curva trazada entre la localidad asturiana de Luarca y la castellonense de Peñíscola. En una ubicación ligeramente al este de Luarca la duración de la fase de totalidad (1m 50s) y la magnitud del eclipse (1,017) serán las máximas dentro del territorio terrestre español.
Además, el eclipse podrá verse como parcial en Canadá, algunas zonas del norte de Estados Unidos, en la práctica totalidad de Europa y en la parte occidental del continente africano.

## Importancia del eclipse en España
El eclipse de 12 de agosto de 2026 será el primer eclipse total desde 1905. Además, la otra localización visible en tierra es en Islandia, donde la probabilidad de su observación debido a las nubes es prácticamente nula. Esto hace que en la práctica, España sea el único lugar con buenas posibilidades de que sea visible el eclipse, pero no sin dificultad. En España, la observación de este fenómeno se producirá al atardecer, a una altura sobre el horizonte de entre 12.5º en Candelago,  provincia de A Coruña y 1.4 º en Menorca. Esto hace crucial, para la observación completa de la totalidad considerar lo siguiente. Los obstáculos en la visión del fenómeno y el tamaño de la corona (de hasta 3 º de diámetro). Para la coordinación de este y los siguientes eclipse se ha creado por parte de la Comisión Nacional de Astronomía, la Comisión Nacional del Eclipse. Además existen numerosas otras iniciativas para el evento.

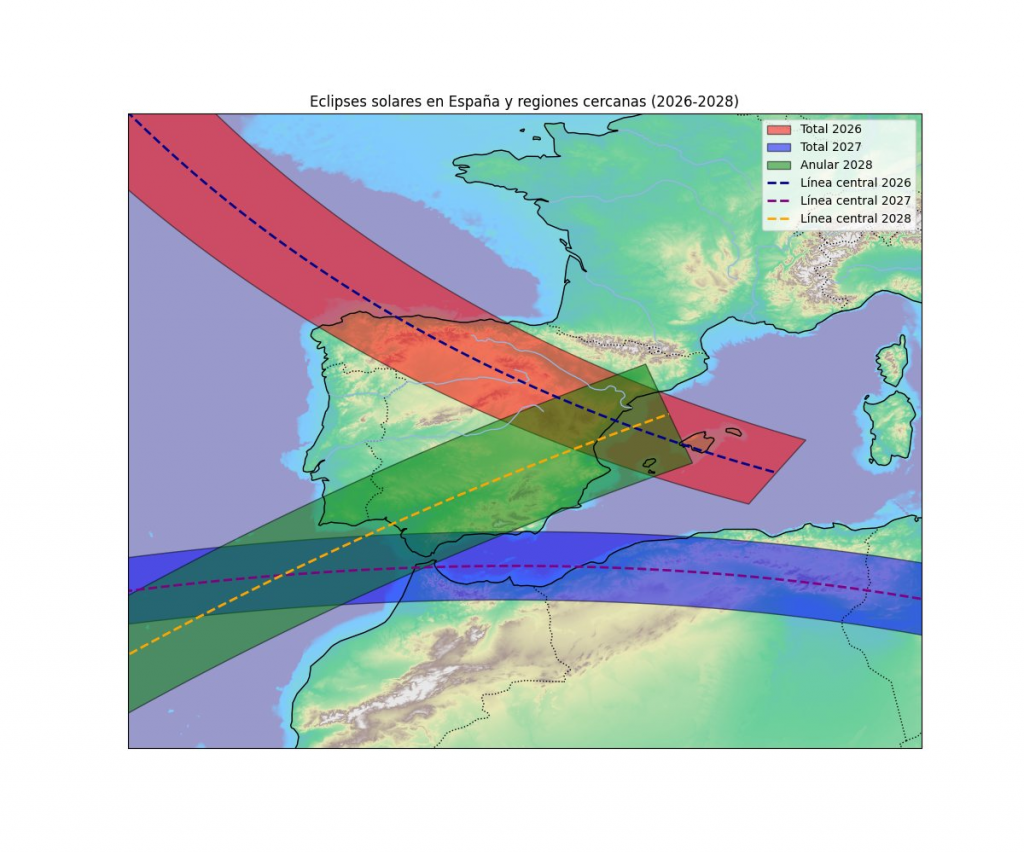
Mapa de los eclipses en España entre 2026 y 2028

## Contexto histórico
Un eclipse total en España tuvo lugar el 30 de agosto de 1905 y siguió un camino similar por el país, mientras que el antepenúltimo eclipse total de Sol tuvo lugar el 17 de abril de 1912; fue un eclipse híbrido del que, aunque teóricamente fue total sobre suelo español, la mayoría de testigos directos dijeron que fue anular (la duración de la fase de totalidad estimada era inferior al segundo, en una franja de en torno a 1 kilómetro de ancho). El penúltimo eclipse total de Sol que pudo verse en el país tuvo lugar recorrió las provincias canarias de Tenerife y Las Palmas, así como la provincia del Sáhara, el 2 de octubre de 1959. El último eclipse total solar en España se produjo el 30 de junio de 1973. Ese día, se produjo un eclipse de Sol en el corazón de África que pudo apreciarse como total desde aguas españolas de la provincia española del Sáhara. Desde tierra, en la provincia española del Sáhara se llegó a apreciar como casi total. Según datos de la NASA estadounidense, se alcanzó una ocultación mayor del 99,995 % del disco solar en el pueblo de La Güera, pasando la banda de totalidad del eclipse a poco menos de 500 metros de la costa española.
El siguiente eclipse total visible desde España ocurrirá el 2 de agosto de 2027. Aunque será un eclipse de mucha mayor magnitud que éste, solo podrá verse como total desde el extremo sur de Andalucía, además de en Ceuta y en Melilla.

## Ciudades importantes donde el eclipse de agosto de 2026 será total
| Ciudad                | País     | Inicio del eclipse parcial | Inicio del eclipse total | Final del eclipse total | Duración del eclipse total | Final del eclipse parcial | Magnitud |
| --------------------- | -------- | -------------------------- | ------------------------ | ----------------------- | -------------------------- | ------------------------- | -------- |
| Reykjavik             | Islandia | 16:47:10                   | 17:48:14                 | 17:49:12                | 58 s                       | 18:47:34                  | 1,002    |
| La Coruña             | España   | 19:30:52                   | 20:27:37                 | 20:28:51                | 1 min 14 s                 | 21:21:55                  | 1,004    |
| Oviedo                | España   | 19:31:15                   | 20:27:00                 | 20:28:48                | 1 min 48 s                 | 21:21:00                  | 1,015    |
| Santander             | España   | 19:31:17                   | 20:26:51                 | 20:27:55                | 1 min 04 s                 | 21:20 (ocaso)             | 1,003    |
| Lugo                  | España   | 19:31:39                   | 20:28:03                 | 20:29:25                | 1 min 22 s                 | 21:22:10                  | 1,006    |
| Bilbao                | España   | 19:31:43                   | 20:27:17                 | 20:27:49                | 32 s                       | 21:19 (ocaso)             | 1,001    |
| Vitoria               | España   | 19:32:27                   | 20:27:37                 | 20:28:42                | 1 min 05 s                 | 21:17 (ocaso)             | 1,003    |
| León                  | España   | 19:32:39                   | 20:28:15                 | 20:29:59                | 1 min 44 s                 | 21:22:02                  | 1,012    |
| Burgos                | España   | 19:33:17                   | 20:28:19                 | 20:30:04                | 1 min 45 s                 | 21:20 (ocaso)             | 1,014    |
| Zamora                | España   | 19:34:35                   | 20:30:50                 | 20:31:04                | 14 s                       | 21:23 (ocaso)             | 1,000    |
| Zaragoza              | España   | 19:34:36                   | 20:28:57                 | 20:30:22                | 1 min 25 s                 | 21:08 (ocaso)             | 1,007    |
| Castellón de la Plana | España   | 19:37:26                   | 20:31:14                 | 20:32:48                | 1 min 34 s                 | 21:01 (ocaso)             | 1,010    |
| Palma de Mallorca     | España   | 19:37:59                   | 20:31:00                 | 20:32:36                | 1 min 36 s                 | 20:49 (ocaso)             | 1,015    |